# وسام بن يحيى
وسام بن يحيى، ولد يوم 9 سبتمبر 1984، لاعب كرة قدم تونسي يشغل خطة وسط ميدان بالنادي الإفريقي، طوله 1,75 م ووزنه 70 كغ.

## معلومات خاصة
هو لاعب مميز بالبطولة التونسية لكرة القدم ومعشوق الجماهير بالنادي الإفريقي وقائد الفريق منذ 2009. ولد وسام بن يحيى يوم 9 سبتمبر 1984 بتونس العاصمة وقد تقلد ألوان النادي الإفريقي منذ صغر سنه ومر من أصناف الشبان بالفريق. بدايات وسام بن يحيى كانت مع المدرب يوسف الزواوي وقد كان يشغل خطة ظهير أيمن نظرا لتوفر لاعبين مميزين في خط الوسط كدرامان تراوري وأشرف الخلفاوي وطارق التايب وتميز وسام بن يحيى منذ بداياته بالفنيات العالية والسرعة بالإضافة إلى التوزيعات الدقيقة. بعد تحسن أداء اللاعب وكسب الخبرة وإثر مغادرة لاعبين ممتازين الفريق وجد وسام اهتمام وثقة المدرب عبد الحق بن شيخة ليكون مع لسعد الورتاني وأسامة السلامي في خط الوسط القوة الضاربة للفريق في سنة 2007. في هذه الفترة تقلد اللاعب عدة مراكز شملت لاعب الارتكاز والوسط الهجومي وصانع الألعاب والجناح وقد مثلت مخالفاته وتسديداته حلولا ممتازة للفريق. بعد قدوم الدرب بيار لوشانتر للفريق عاد وسام للعب في مركز الظهير وقد بقي على بنك الاحتياطيين في عدة مناسبات. في 2010 عاد وسام بن يحيى وبقوة لوسط الميدان وقيادة الفريق. مع المنتخب الوطني كانت بدايته سنة 2006 وكان وسام لاعبا بارزا إذ كان من الأساسيين في المنتخب مع كل من هومبيرتو كويلهو وبرتراند مارشاند وفوزي البنزرتي

## مشاركاته

### الفرق
شارك وسام بن يحيى مع النادي الإفريقي في بطولة الرابطة التونسية المحترفة الأولى لكرة القدم منذ موسم 2004-2005 حتى الآن وقد توج بها مرة واحدة في 2007-2008 مع المدرب عبد الحق بن شيخة وقد كان وصيفا في ثلاثَ مناسبات. أما مشاركاته مع فريقه في الكأس فقد كانت عادة فاشلة ما عدا سنة 2006 لما وصل الفريق إلى النهائي وإنهزم أمام الترجي الرياضي التونسي. مشاركات وسام بن يحيى في المسابقات الإفريقية لم تكن جيدة إذ كانت مشاركة 2007-2008 هي الأفضل لما وصل الفريق لدوري المجموعات في كأس الاتحاد الإفريقي بينما اكتفى في المرات الأخرى بالأدوار التمهيدية. توج وسام بن يحيى بكأس شمال أفريقيا للأندية البطلة في سنة 2008 وذلك في نسختها الأولى.

### المنتخبات
شارك وسام بن يحيى لأول مرة مع المنتخب التونسي لكرة القدم في سنة 2006 وشارك في كأس الأمم الأفريقية 2008 بغانا كما شارك في نسخة 2010 بأنغولا وفي تصفيات كأس العالم 2010

## مسيرته

### الفرق
منذ 2004 : النادي الإفريقي

### المنتخب
في 2004 شارك في الألعاب الأولمبية مع المنتخب التونسي. يوم 6 أوت 2006، تلقى أول دعوة للمشاركة مع المنتخب التونسي وذلك ضد المنتخب المالي (1ـ0)

## إنجازات
- الرابطة المحترفة الأولى :
  - بطل : بطولة تونس 2007-2008
- كأس تونس لكرة القدم :
  - وصيف : كأس تونس : 2006
- بطولة شمال إفريقيا :
  - بطل : 2009
- أفضل هداف لالرابطة المحترفة الأولى لموسم 2007 - 2008

## روابط خارجية
- وسام بن يحيى على موقع الاتحاد الدولي (مؤرشف)  (الإنجليزية)
- وسام بن يحيى على موقع اتحاد تركيا (لاعب) (الإنجليزية)
- وسام بن يحيى على موقع قاعدة بيانات كرة القدم.إي يو (الإنجليزية)
- وسام بن يحيى على موقع ناشيونال فوتبول تيمز (الإنجليزية)
- وسام بن يحيى على موقع Soccerway.com (الإنجليزية)
- وسام بن يحيى على موقع عالم كرة القدم.نت (الإنجليزية)
- وسام بن يحيى على موقع كووورة
- وسام بن يحيى على موقع أوليمبيديا (الإنجليزية)